# منزل الشرف (الشعر)

تعديل مصدري - تعديل

منزل الشرف هي إحدى قرى عزلة الأ ملؤك بمديرية الشعر التابعة لمحافظة إب، بلغ تعداد سكانها 559 نسمة حسب تعداد اليمن لعام 2004.